# Adi (eiland)
Adi is een eiland voor de kust van Nieuw-Guinea (Indonesië). Het eiland is 158 km² groot en het hoogste punt is 200 meter. Op het eiland komt slechts één zoogdier voor, de suikereekhoorn (Petaurus breviceps).